# Ctenochaetus cyanocheilus
Ctenochaetus cyanocheilus is een straalvinnige vissensoort uit de familie van doktersvissen (Acanthuridae). De wetenschappelijke naam van de soort is voor het eerst geldig gepubliceerd in 2001 door Randall & Clements.